# آزادی‌های چهارگانه (نورمن راکول)
آزادی‌های چهارگانه (به انگلیسی: Four Freedoms) یک مجموعه چهارتایی از نقاشی‌های رنگ روغن روی بوم اثر نورمن راکول هنرمند آمریکایی است که در سال ۱۹۴۳ منتشر شده‌اند. این چهار اثر عبارتند از آزادی بیان، آزادی پرستش، آزادی از فقر و آزادی از ترس. این چهار نقاشی تقریباً از نظر ابعاد با یکدیگر برابرند و اندازه‌شان ۱۱۶٫۲ در ۹۰٫۲ سانتیمتر (۴۵٫۷ در ۳۵٫۵ اینچ) است و هم‌اکنون در موزه نورمن راکول در استوکبریج ماساچوست نگهداری می‌شوند. راکول برای کشیدن این نقاشی‌ها از سخنرانی رئیس‌جمهور وقت آمریکا فرانکلین دلانو روزولت مشهور به سخنرانی آزادی‌های چهارگانه که در ششم ژانویه ۱۹۴۱ در برابر کنگره آمریکا ایراد شده، الهام گرفته‌است. روزولت در این سخنرانی از حقوقی صحبت می‌کند که در همه‌جای جهان باید از آن‌ها محافظت شود. این چهار حق لازم و اساسی عبارتند از آزادی بیان، آزادی پرستش، آزادی از فقر و آزادی از ترس. او همه دنیا را به رعایت آن‌ها فراخواند و آن را انگیزه‌ای برای شرکت ایالات متحده آمریکا در جنگ جهانی دوم دانست. این حقوق توسط نیروهای متفقین در منشور آتلانتیک گنجانده شده و مبدل به بخشی از منشور ملل متحد شدند.
چهار نقاشی راکول برای اولین‌بار در سال ۱۹۴۳ در مجله ستردی ایونینگ پست و در چهار هفته متوالی و با همراهی جستارهایی از متفکران برجسته آن روز به چاپ رسید. نویسندگان این جستارها به ترتیب انتشار عبارت بودند از بوث تارکینگتن (آزادی بیان)، ویل دورانت (آزادی پرستش)، کارلوس بلوسان (آزادی از فقر) و استیون وینسنت بنت (آزادی از ترس). این نقاشی‌ها آثار برجسته نمایشگاه‌هایی شدند که با حمایت مجله پست و وزارت خزانه‌داری ایالات متحده آمریکا برگزار شد و توانستند طی آن‌ها بیش از ۱۳۲ میلیون دلار اوراق قرضه جنگی بفروشند.
این مجموعه نقاشی سنگ بنای نمایشگاهی هنری شدند که تمام آثار نورمن راکول در آن به نمایش درآمده‌است. راکول مشهورترین و شناخته‌شده‌ترین هنرمند تجاری میانه سده بیستم میلادی است که تحسین و نظر مساعد منتقدان را کسب نکرده‌است. این نقاشی‌ها، بهترین آثار او به حساب می‌آیند و براساس برخی گزارش‌ها، پرتیراژترین نقاشی‌ها هستند؛ آن‌ها در دورانی به صورت عمومی در ادارات پست، مدرسه‌ها، کلوب‌ها، ایستگاه‌های راه‌آهن و ساختمان‌های مختلف عمومی و نیمه‌عمومی به نمایش درآمدند.
بررسی‌های انتقادی این نقاشی‌ها مانند بیشتر آثار راکول، کاملاً مثبت نبوده‌اند. نگاه سرخوش و نوستالژیک راکول به دیارگرایی، در طول زندگی‌اش از او تصویرگری محبوب اما نه‌چندان در زمره هنرمندان هنرهای زیبا ساخته‌است؛ دیدگاهی که امروز نیز متداول است. بااین‌همه او با نقاشی آزادی از فقر چنان اثری در ساختار اجتماعی ایجاد کرده که این نقاشی با نام «شکرگزاری نورمن راکول» شناخته می‌شود.

## سخنرانی فرانکلین روزولت
«در روزهای آتی، روزهایی که در جستجوی ایجاد امنیت هستیم، به جهانی می‌نگریم که براساس چهار آزادی اساسی انسانی، بنا شده باشد.
اولین آزادی، آزادی بیان و عقیده است، در همه‌جای جهان.
دومین آزادی، آزادی پرستش خدا برای هر فرد به روش خودش است، در همه‌جای جهان.
سومین آزادی، آزادی از فقر و نیاز است که به زبان اصطلاحات جهانی، به معنای فهمی اقتصادی است که برای هر ملتی، یک زندگی سالم و صلح‌آمیز را تضمین کند، در همه‌جای جهان.
چهارمین آزادی، آزادی از ترس است که به زبان اصطلاحات جهانی، به معنای کاهش جهانی جنگ‌افزارهاست، به گونه و تا اندازه‌ای که هیچ ملتی در موقعیتی قرار نگیرد که دست به تجاوز فیزیکی به همسایگانش بزند، در همه‌جای جهان.
این تصویری از هزاره‌ای دور نیست. این مبنایی قطعی برای نوعی از جهان است که در زمان و نسل خود ما قابل دستیابی است. این نوع از جهان، ضد وضعیتی از نظم به اصطلاح جدید استبدادی است که دیکتاتورها به دنبال ایجاد آن از طریق بمباران هستند.»

—فرانکلین روزولت
روزولت، در طول فعالیت‌های سیاسی‌اش از جنبش حقوق بشر دفاع می‌کرد. در سخنرانی سالانه وضعیت کشور خطاب به کنگره آمریکا در ۶ ژانویه ۱۹۴۱، که هنگام اشغال بیشتر سرزمین‌های اروپای غربی به دست آلمان نازی ایراد شد، او از شهروندان آمریکایی خواست تا از تلاش‌های جنگی به روش‌های مختلف حمایت کنند. او اظهار داشت تصویر او از آینده‌ای بهتر بر «آزادی‌های چهارگانه» بنا شده‌است: «در روزهای آتی، روزهایی که در جستجوی ایجاد امنیت هستیم، به جهانی می‌نگریم که براساس چهار آزادی اساسی انسانی، بنا شده باشد» و دو آزادی سنتی و دو آزادی جدید آن عبارتند از: آزادی بیان، آزادی پرستش، آزادی از فقر و آزادی از ترس که باید به صورت جهانی از آن‌ها محافظت کرد. بعدتر موضوعات طرح‌شده در این سخنرانی به منشور آتلانتیک راه‌یافت و مبدل به بخشی از منشور سازمان ملل متحد شد.
سخنرانی وضعیت کشور آمریکای روزولت در ۶ ژانویه ۱۹۴۱ به سخنرانی «آزادی‌های چهارگانه» او مشهور شد تا نتایج آن بتواند دیدگاه روزولت نسبت به انتشار جهانی ایدئال‌های آمریکایی آزادی مدنی را در این چهار آزادی، خلاصه کند. به بیان دیگر، سخنرانی روزولت به این علت مشهور است که «ویژگی‌های عینی جنگ را مشخص کرده و نظرگاه امیدوارانه او را به جهان پس از جنگ آشکار می‌کند.» سخنرانی او به آگاه شدن کنگره و ملت از وضعیت وخیم جنگی که آن‌ها را به خود می‌خواند، کمک کرد و هدف‌های ایدئولوژیک از درگیری‌های مسلحانه لازم را بیان کرده و از آن‌ها، باور جهانی آمریکایی به آزادی را درخواست می‌کرد. آزادی‌های چهارگانه در داخل کشور آمریکا، چیزی نبود که روزولت بتواند آن را از طریق قانون‌گذاری ایجاد کند. بااین‌همه این آزادی‌ها هدفی برای نیروهای نظامی آمریکایی در جنگ به وجود آورد. از میان این آزادی‌ها، تنها دو آزادی پرستش و بیان در قانون اساسی ایالات متحده آمریکا ذکر شده‌اند.

## راکول و جنگ جهانی دوم

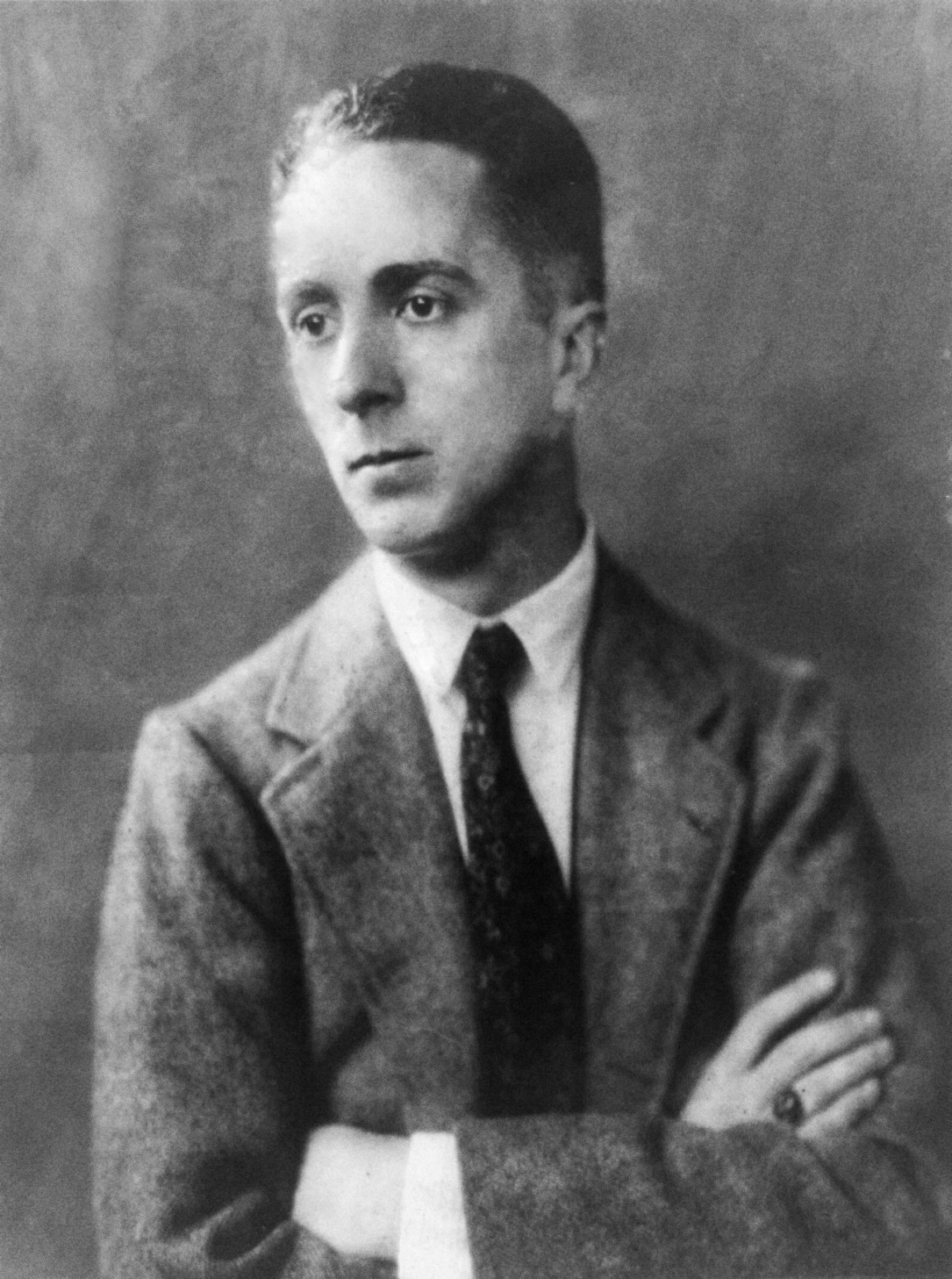
نورمن راکول (پیش از ۱۹۲۳)

راکول بین سال‌های ۱۹۱۶ و ۱۶ دسامبر ۱۹۶۳ که تاریخ طراحی جلد یادبود جان اف. کندی است، برای مجله ستردی ایونینگ پست ۳۲۲ جلد طراحی کرد که از جمله پرمخاطب‌ترین مجلات آمریکایی به حساب می‌آید. در دوران پیش از الکترونیکی شدن چیزها، که تولید انبوه تصویرسازی رنگی مجلات، عمومی‌ترین شکل از رسانه بود، نام راکول را همه مردم می‌دانستند و در دهه ۱۹۵۰، از لحاظ شهرت عمومی در میان هنرمندان هنرهای بصری، تنها رقیبش والت دیزنی بود. در خلال جنگ جهانی اول و در دوران سردبیری جرج هوراس لوریمر بر پست، راکول کمتر توانست تصویرگر ثابت مجله باشد. پس از مرگ لوریمر در ۱۹۳۷، راکول که از بند محدودیت‌های او رسته بود، فرصت خلق آزادی‌های چهارگانه را که فرصتی بی‌نظیر برای تمام عمرش بود، از دست نداد.
جلدهایی که راکول طراحی کرده‌است، زوایای انسانی تلاش‌های جنگی آمریکا را برجسته کرده. این تصاویر حامی تلاش برای ترویج اوراق قرضه جنگی بوده‌است و زنان را به کار و مردان را به نام‌نویسی در ارتش تشویق کرده‌است. تصویرهای او موضوعاتی چون میهن‌دوستی، اشتیاق، تغییر نقش‌های معین جنسیتی، همبستگی، عشق، کار، اجتماع و خانواده را به خدمت گرفته‌اند. راکول به عنوان تصویرگر مجله در طول جنگ، طرح‌هایی شبیه آثار وینسلو هومر، تصویرگر مجله هارپرز ویکلی در طول جنگ داخلی آمریکا، می‌کشید. به نظر می‌رسد که نقاشی‌های چهارگانه راکول بر پذیرفته‌شدن آزادی‌های چهارگانه روزولت به عنوان یک هدف، مؤثر بوده‌است.
آزادی‌های چهارگانه به سوژه مهمی برای کنسرسیوم «هنرمندان برای آزادی» ، تبدیل شد. این کنسرسیوم یکی از سازمان‌های هنرمندان بود که برای دولت، آثار هنری ترویجی جنگی تهیه می‌کرد و حامی نمایشگاه‌هایی با موضوع صلح جهانی نیز بود.
راکول شخصیتی غیرسیاسی شناخته‌می‌شد که با این وجود از «تحمل تفاوت‌ها، حسن نیت، مهربانی و آزادی‌هایی که روزولت تقسیم‌بندی کرده بود» حمایت می‌کرد. او بر این باور بود که آزادی‌هایی که روزولت به آن‌ها رهنمون شده، ارزش مبارزه دارند و بنابراین جدا از آزادی‌های چهارگانه، مشارکت‌های زیادی در زمینه فعالیت‌های تبلیغی جنگی انجام داد. او به صورت گسترده برای خلق شخصیت خیالی و ایدئال دوران جنگ خود ویلی گیلیس و تصویرگری رزی پرچ‌کن شناخته شده‌است. برخی از دیگر آثار دوران جنگ او به نام شناخته می‌شوند مانند اخبار جنگ و سرباز به‌خانه‌بازگشته. او همین‌طور مسئول تشویق حمایت‌های فردی از جنگ از طریق خلق پوسترهایی چون سریع به‌خانه‌برگشتن (۱۹۴۳) نیز بوده‌است.

## آفرینش
«این کار برای من زیادی بزرگ بود… میکل‌آنژ باید با آن درمی‌افتاد.»

—نورمن راکول
آزادی‌های چهارگانهٔ (آزادی بیان، آزادی پرستش، آزادی از فقر و آزادی از ترس) نورمن راکول، اولین بار در تاریخ‌های ۲۰ فوریه، ۲۷ فوریه، ۶ مارس و ۱۳ مارس ۱۹۴۳، به همراه جستارهایی از نویسندگان و مورخان سرشناس آمریکایی، (به ترتیب بوث تارکینگتن، ویل دورانت، کارلوس بلوسان و استیون وینسنت بنت) منتشر شدند. ابعاد آن‌ها ۱۱۶٫۲ سانتیمتر (۴۵٫۷ اینچ) × ۹۰ سانتیمتر (۳۵ اینچ) است به جز آزادی پرستش که ابعادی برابر با ۱۱۶٫۸ سانتیمتر (۴۶٫۰ اینچ) × ۹۰ سانتیمتر (۳۵ اینچ) دارد. راکول برای کشیدن تمام این نقاشی‌ها از مدل‌های زنده استفاده کرده‌است. راکول از ۱۹۳۵ دست به استفاده گسترده از عکاسی سیاه‌وسفید از این مدل‌های زنده زد اما این مسئله را تا سال ۱۹۴۰ آشکار نکرد. استفاده از عکاسی به راکول اجازه داد از مدل‌هایش در حالت‌هایی عکس‌برداری کند که نمی‌توانستند برای مدت طولانی در آن بمانند. او همین‌طور توانست با این کار، آثارش را با زوایای جدیدی خلق کند؛ در آزادی‌های چهارگانه، «آزادی بیان دارای نقطه ثقل در پایین است، در آزادی پرستش، نمای نزدیک به کار گرفته شده، آزادی از ترس، نمای میانه را به نمایش می‌گذارد و آزادی از فقر، زاویه باز دارد.»
راکول در ۱۹۳۹ به آرلینگتن نقل مکان کرد که محیطی دوستانه برای هنرمندان داشت و میزبان افرادی چون رابرت فراست، راکول کنت و دوروتی کانفیلد فیشر بود. راکول پس از نقل مکان از نیو راشل گفت «بی‌قرار بودم… شهر [نیو راشل] با هرچه به سرم می‌آمد، رنگ می‌باخت.» او در نیو راشل هم فرایند طلاق را از سر گذراند و هم مجبور بود هم‌پای جمعیت پرجنب‌وجوش آن‌جا شود. پس از استقرار راکول در آرلینگتن، هنرمندان دیگری نیز همچون جان آثرتون، مید شفر و جرج هیوز نیز به آن‌جا نقل مکان کردند. این هنرمندان به اضافه راکول، متقابلاً از هم حمایت می‌کردند و افراد محلی را به عنوان مدل آماتور به کار می‌گرفتند. راکول با استفاده از عکاسی و مدل‌های محلی توانست آنچه «انسان‌هایی شکل خودشان»، کسانی که از طبقه کارگر بودند، می‌نامید را به جای یک روز استفاده از مدل‌های حرفه‌ای، در یک ساعت به دست بیاورد. راکول در ازای کار مدل‌ها دستمزد مناسبی به آن‌ها می‌داد. برای نمونه رز هویت برای سه نشست عکس‌برداری آزادی بیان و آزادی پرستش ۱۵ دلار (برابر ۲۲۴ دلار در سال ۲۰۱۷) دریافت کرد.
هنگامی که آمریکا در ۱۹۴۱ وارد جنگ شد، سه آژانس مسئول پروپاگاندا بودند: دفتر آمار و ارقام (اواف‌اف)، بخش اطلاعات دفتر مرتبط با مدیریت بحران (اوایی‌ام) و دفتر گزارش‌های دولتی (اوجی‌آر). دفتر اواف‌اف مسئول سفارش آثار هنری برای تشکیل گروهی از نویسندگان بود که تحت مدیریت کتابدار کنگره، آرچیبالد مک‌لیش قرار داشت. در میانه سال ۱۹۴۲، دفتر اطلاعات جنگی اعلام کرد باوجود تلاش‌های اواف‌اف در توزیع جزوه‌ها، پوسترها، نمایش‌ها و دیگر رسانه‌ها، تنها یک سوم عموم مردم با آزادی‌های چهارگانه روزولت آشنا هستند و یک پنجاهم آن‌ها قادرند این چهار آزادی را برشمرند. کارزار معرفی آزادی‌های چهارگانه، «کارزار آگاهی‌بخشی به آمریکایی‌ها در مورد شرکت آمریکا در جنگ جهانی دوم» نام داشت.
راکول در ۱۹۴۲ برای سی سال تصویرسازی حرفه‌ای کرده بود و دوران کاری موفقی داشت. علاوه بر این در میانه این سال، شخصیت گیلیس او مشهور شده‌بود. لوریمر از ۱۸۹۸ تا ۱۹۳۶ سردبیر پست بود. پس از او وزلی دبلیو. استاوت برای پنج سال سردبیر پست شد. در اوایل ۱۹۴۲، استاوت مقاله‌ای با عنوان «پرونده‌ای علیه یهود» منتشر کرد که منجر به لغو تبلیغات و اشتراک‌ها شد. چنین شایع بود که در سال ۱۹۴۲ پست از لحاظ اقتصادی دچار مشکل شده‌است. به‌زودی بن هیبس جایگزین استاوت شد که مشکلات مجله را حل کرد.
راکول در ۲۴ مه ۱۹۴۲ به دنبال تصویب طرح پوسترش در پنتاگون بود چراکه انجمن صنفی هنرمندان او را به نمایندگی خود در بخش تجهیزات ارتش آمریکا تعیین کرده بود. رابرت پترسون که بعدها معاون وزیر جنگ آمریکا شد، پیشنهاد تجدید نظر داد. در همان روز، راکول با توماس مابری از بخش گرافیک دفتر آمار و ارقام وزارت جنگ که مسئول هماهنگی پوسترهای با مضمون جنگ و بیلبوردها بود، دیدار کرد. مابری نیاز به آثار هنری مرتبط با آزادی‌های چهارگانه را تقویت کرد و راکول، در حال تعمق در منشور آتلانتیک، که آزادی‌های چهارگانه را به هم متصل می‌کرد، راهی خانه شد.
راکول صحنه‌ای از یک جلسه شورای محلی را به یاد می‌آورد که در آن یک نفر به عنوان تنها مخالف صحبت می‌کرد؛ باوجود مخالف انفرادی او، به او فضای صحبت داده شده بود و با احترام به حرف‌هایش گوش داده می‌شد. آن فرد منبع الهام راکول برای خلق آزادی بیان شد و راکول تصمیم گرفت از همسایگانش در ورمانت به عنوان مدل برای کشیدن یک مجموعه نقاشی از مفاهیم ذکرشده در سخنرانی آزادی‌های چهارگانه روزولت که سال پیش از آن ایراد شده بود، استفاده کند. او سه‌روزه طرح‌های زغالی مجموعه را کشید که برخی منابع آن‌ها را طرح‌های رنگی توصیف کرده‌اند. حرکت وطن‌پرستانه راکول سفرش به واشینگتن، دی.سی. بود و اعلام این‌که در این طرح به صورت داوطلبانه برای دولت کار خواهد کرد. راکول در میانه ژوئن به همراه شفر، چهار طرح زغالی را به واشینگتن برد و به عنوان دو فرد مطلوب کمیسیون طراحی هنر جنگی در هتل می‌فلاور ساکن شدند. در این سفر، از سوی پیشاهنگی پسران آمریکا از راکول خواسته شد تا مانند سال‌های گذشته، نقاشی سالانه‌اش برای تقویم‌شان را که توسط اوریون وینفورد منتشر می‌شد، ادامه دهد. او در طول ملاقاتش نتوانست توجه پترسون را جلب کند؛ بنابراین با اداره اطلاعات جنگ ایالات متحده (اودبلیوآی) ملاقات کرد که به او گفته‌شد «در جنگ قبلی پوسترها را شما طراحی کردید. در این جنگ می‌خواهیم از هنرمندان واقعی (هنرمندان هنرهای زیبا) استفاده کنیم.»
در سفر برگشت به ورمانت به همراه شفر در ۱۶ ژوئن، آن‌ها در فیلادلفیا توقف کردند تا با سردبیر جدید ستردی ایونینگ پست، بن هیبس، ملاقات کنند. بسیاری این ملاقات را غیرمترقبه توصیف کرده‌اند اما برنامه‌ریزی‌شده بودن این ملاقات یا عکسش، روشن نیست. هیبس از طرح‌های چهار آزادی راکول خوشش آمد و به او دوماه فرصت داد تا کارش را تکمیل کند. فرم مکاتبه ۲۴ ژوئن پست نشان می‌دهد که قرار بر این شده که هر دو مجموعه شفر و راکول منتشر شوند. در ۲۶ ژوئن، دبیر هنری پست جیمز ییتس، راکول را از برنامه پست برای چاپ هر نقاشی به همراه یک جستار دربارهٔ پیام‌های روزولت، مطلع کرد.
تابستان راکول پر از حواس‌پرتی بود. یک‌بار متخصص گوارشی از منهتن به او توصیه کرد تن به جراحی بدهد گرچه انجام نشد. او به مجلات دیگر هم تعهد کاری داشت و مشکلات تجاری مربوط به حق تکثیر دوم نیز درکار بود. تعهد او به پیشاهنگان نیز برقرار بود. به‌خاطر این محدودیت‌های زمانی او از هر فرصتی برای رد هر تعهدی که موجب حواس‌پرتی می‌شد، استفاده می‌کرد. در اکتبر، پست دبیر هنری‌اش را به آرلینگتن فرستاد تا پیش‌رفت کار راکول را بررسی کند. تقریباً در همین زمان، باوجود مخالفت رئیس بخش طراحی، فرانسیس برنان اودبلیوآی نشانه‌هایی از علاقه به کار راکول نشان داد. در واقع، پس از انتخاب راکول، تمام نویسندگان بخش استعفا کردند. مطبوعات در ارتباط با استعفا، ادعا کردند که او اودبلیوآی تحت فشار شدید کسانی است که فروش آسان را به اطلاعات درست ترجیح می‌دهند. این افراد با مردان و زنان آمریکایی مانند مشتریانی کندذهن و مخالف رفتار می‌کنند. آشفتگی موجود در اودبلیوآی با حمایت جمعی آن‌ها از کار بن شان بیشتر هم شد. آثار شان به دلیل نبود درخواست عمومی، در پروپاگاندا استفاده نمی‌شد. هنرمندان دیگری هم بودند که به ترویج مسائل مربوط به جنگ تعهد داشتند. از جمله آن‌ها می‌توان به ژان کارلو، جرارد هوردایکو، هوگو بالین و والتر راسل اشاره کرد. یادمان طراحی‌شده به دست راسل بعدها در مدیسن اسکوئر گاردن شهر نیویورک نصب شد.
کشیدن مجموعه هفت ماه کار برد و در پایان سال به اتمام رسید. ظاهراً راکول در این مدت حدود ۲ کیلوگرم وزن کم کرد. به محض تمام شدن مجموعه، او با شنیدن اخبار شکست متفقین تهییج شد؛ حقیقتی که به کار جنبه فوریت داد. مدل‌ها شامل خانم هرینگتن که نقش زن مسن مذهبی در آزادی پرستش را داشت و مردی به نام جیم مارتین می‌شد که در تمام نقاشی‌های مجموعه حضور داشت (به‌ویژه حضور برجسته‌اش در آزادی از ترس). هدف این مجموعه آگاه کردن آمریکاییان بود از این‌که برای چه می‌جنگند: آزادی بیان و پرستش و آزادی از فقر و ترس. در تمام نقاشی‌ها از تخته‌رنگ کم‌رنگ استفاده شده و از استفاده از رنگ سرخ اجتناب شده‌است؛ چیزی که ویژگی سبکی راکول بوده و به آن مشهور است.

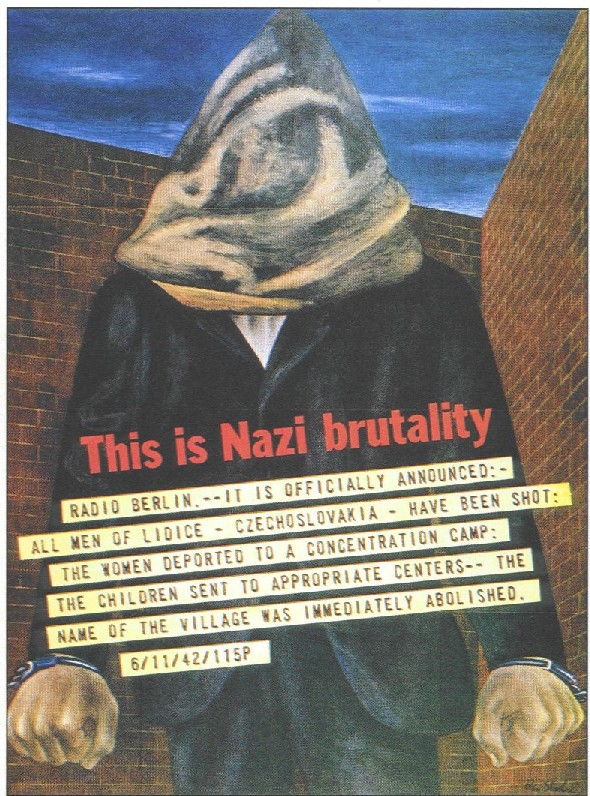
نمونه‌ای از کار طراحی پوستر بن شان که رد شد.

برخی منابع پس از مرگ راکول این پرسش را مطرح کردند که دولتمردان، همان‌طور که راکول ادعا می‌کرد دلسردکننده بودند یا خیر. آن‌ها برای طرح این پرسش به مکاتبه دلگرم‌کننده ۲۳ آوریل ۱۹۴۳ او با توماس دی. مابری از اودبلیوآی (مدیر اجرایی سابق موزه هنر مدرن) ارجاع می‌دهند. هم‌زمان، سه آژانس پروپاگاندای دولتی از هم مجزا در تاریخ ۱۳ ژوئن ۱۹۴۲ و با فرمان اجرایی رئیس‌جمهور تحت مدیریت اودبلیوآی مجتمع شدند. به‌علاوه، بخش نویسندگان اودبلیوآی تحت مدیریت مک‌لیش، به خاطر ناتوانی در انتقال پیامی قابل فهم برای مردمی با درک متفاوت، تحت فشار بود.
پس از تکمیل مجموعه و پیش از تحویل آن‌ها به مجله پست در فیلادلفیا، نقاشی‌های راکول برای مدت کوتاهی در کوشک آرلینگتن غربی به نمایش درآمد. پس از آن مجموعه در ژانویه ۱۹۴۳ به فیلادلفیا رسید. روزولت نقاشی‌ها را در اوایل فوریه دید و پست موافقت او را برای چاپ نقاشی‌ها و جستارهای همراه آن‌ها، جلب کرد. روزولت هم به صورت شخصی نامه‌ای به راکول فرستاد و هم نامه رسمی تحسین‌آمیزی در تاریخ ۱۰ فوریه به مجله پست ارسال کرد. روزولت از مجله پست درخواست کرد جستارها را به اودبلیوآی بدهد تا آن‌ها جستارها را به زبان‌های خارجی ترجمه کنند و او بتواند آن‌ها را به سران سازمان ملل متحد بدهد.
آزادی‌های چهارگانه به صورت تمام‌رنگی، تمام‌صفحه و همراه با جستاری با همان نام نقاشی، منتشر شدند. انتشار این نقاشی‌ها به صورت هفتگی و با توجه به ترتیب ذکر آن‌ها در سخنرانی روزولت، به این ترتیب بود: آزادی بیان (۲۰ فوریه)، آزادی پرستش (۲۷ فوریه)، آزادی از فقر (۶ مارس) و آزادی از ترس (۱۳ مارس). برای انتخاب نویسندگان جستارهای همراه نقاشی‌ها، هیبس گزینه‌های متعددی از نویسندگانی داشت که به‌طور منظم برای پست می‌نوشتند.

## رخدادهای بعدی
وقتی مجموعه نقاشی‌ها به چاپ رسید، ستردی ایونینگ پست میلیون‌ها درخواست بازنشر دریافت کرد. آن‌ها ۲۵٫۰۰۰ سری شامل جستارها و نسخه تکثیرشده تمام‌رنگی نقاشی‌ها را آماده کردند و به قیمت ۲۵ سنت (معادل ۳٫۵۴ دلار سال ۲۰۱۷) فروختند. به گفته راکول، اودبلیوآی پس از درخواست انبوه مردم وارد عمل شد و ۲٫۵ میلیون سری از پوسترهای آزادی‌های چهارگانه را تولید کرد. تا پایان جنگ، ۴ میلیون پوستر از این مجموعه چاپ شد. پایین هر دو پوستر آزادی از ترس و آزادی از فقر نوشته شده بود «… ما چیزی که برایش می‌جنگیم.» و نوشته پایین دو پوستر آزادی بیان و آزادی پرستش، «اوراق قرضه جنگی بخرید» به همراه کلمه «حفظ کنید» پیش از نام آزادیِ گرامی‌داشته‌شده بود. یک نسخه چاپ سنگی به تاریخ ۱۹۴۳ وجود دارد که چهار نقاشی را با شعار «… ما چیزی که برایش می‌جنگیم.» نشان می‌دهد.
آزادی‌های چهارگانه توسط دفتر چاپ دولت ایالات متحده آمریکا به صورت پوستر و توسط خدمات پستی ایالات متحده آمریکا به صورت تمبر منتشر شد. آن‌ها در طول نمایشگاه‌های اوراق قرضه، از نقاشی‌ها به عنوان طرح یادبود اوراق قرضه جنگی و تمبرهای پستی استفاده کردند. این تمبرها نباید با تمبر ۱ سنتی هنرمند دیگری که در ۱۲ فوریه ۱۹۴۳ منتشر شد، اشتباه شود. در ۱۹۹۴ و به عنوان یادبود صدمین سالگرد تولد راکول، این نقاشی‌ها در مجموعه‌ای چهارتایی از تمبرهای ۵۰ سنتی منتشر شد. در سال ۱۹۴۶ آزادی از فقر راکول به عنوان تصویر روی جلد کتاب نورمن راکول، تصویرساز که «در اوج شهرتش به عنوان مشهورترین تصویرساز آمریکا» بود، منتشر شد. تا ۱۹۷۲ این کتاب هفت‌بار تجدید چاپ شد. با اینکه این نقاشی‌ها پیوند نزدیکی با روزولت و علت وارد شدن آمریکا به جنگ داشت، امروزه به نمادی با هویت مستقل تبدیل‌شده‌اند که در کتاب‌های درسی و روی کراوات‌ها و همین‌طور در محصولات فرهنگی و اجتماعی ظاهر می‌شوند. تا پایان سده بیستم میلادی، ۲۵ میلیون نفر نسخه‌های چاپ‌شده آزادی‌های چهارگانه را خریده بودند.
راکول با گفتن اینکه «نقاشی کردنی جدی که انرژی را از من مانند بیل زدن، بیرون کشید و مرا گیج و کاملاً خسته رها کرد»، اظهار کرده که این مجموعه هزینه‌ای عاطفی بر او تحمیل کرده‌است. وظیفه بعدی او طراحی جلدی در مورد دروغ اول آوریل برای پست بود که کار آرمش‌بخش‌تری محسوب می‌شد.
پس از انتشار نقاشی‌های چهار آزادی، از راکول درخواست‌های متنوعی شد؛ نماینده ماساچوست ایدث نورث راجرز طرحی برای شناسایی آزادی پنجمی، به کنگره برد: آزادی شرکت خصوصی. رئیس کنفرانس بین‌نژادی برانکس رودریک استفنز از راکول خواست برای بهبود روابط بین‌نژادی مجموعه‌ای آماده کند که می‌توانست مکمل چهار آزادی باشد. راکول و استفنز در این مورد مذاکره کردند و راکول در طول دوران کاری‌اش این مسئله را در نظر داشت و روابط نژادی را در برخی کارهایش به تصویر کشید اما نه در قالب یک مجموعه.

## برنامه اوراق قرضه جنگی
بین سال‌های ۱۹۴۱ تا ۱۹۴۶ وزارت خزانه‌داری ایالات متحده آمریکا هشت دوره استقراض جنگی را برای افزایش فروش اوراق قرضه جنگی تخصیص داد تا هزینه‌های آمریکا در جنگ جهانی دوم تأمین شود. دولتمردان از چندین روش مانند درخواست، تبلیغات و فعالیت‌های بازاریابی مثل برگزاری نمایشگاه‌های ناو هواپیمابر استفاده کردند. برای هفتمین استقراض جنگی، آن‌ها از درخواست مستقیم تمام ژنرال‌ها و آدمیرال‌های پنج‌ستاره (جرج مارشال، دوایت آیزنهاور، داگلاس مک‌آرتور، ارنست کینگ، چستر نیمیتز، ویلیام دی. لیهی) و در اوراق قرضه هشتمین استقراض از تصویر فرانکلین دلانو روزولت استفاده کردند. فعالیت‌های مربوط به بازاریابی حتی در یکی از این قرض‌ها نیز متفاوت بودند.
به اوراق قرضه جنگی به عنوان عاملی در افزایش روحیه ملی نگاه می‌شود که توانست به شهروندان فرصت حمایت از تلاش‌های جنگی را بدهد. این اوراق میهن‌پرستی مردم را بالا بردند و ابزار خوبی برای بازاریابی و بالابردن حمایت بودند. در واقع نه‌تنها افراد مشهور مردم به‌رایگان به خریدن این اوراق ترغیب می‌کردند، بلکه بیشتر زمان پخش تلویزیونی و فضاهای تبلیغاتی میز به رایگان به ترویج این اوراق اختصاص می‌یافت. اولین استقراض جنگی مشهور به «استقراض جنگی پیروزی» از اوایل ۱۹۴۲ آغاز شد. این استقراض به دست روزولت و وزیر خزانه‌داری ایالات متحده آمریکا هنری مورگنتاو آغاز شد و به ۱۳ میلیارد دلار رسید. باوجود موفقیت این روش‌ها تنها ۳۵ درصد مردم آمریکا اهداف جنگ را درک می‌کردند.
بین ژانویه و آوریل ۱۹۴۳، پست و وزارت خزانه‌داری ایالات متحده آمریکا با همکاری هم طرح یک تور اوراق قرضه جنگی را ریختند که شامل بازدید از آزادی‌های چهارگانه نیز می‌شد و از هکس در واشینگتن دی. سی آغاز شد. هزاران نفر داوطلب شرکت در تور اوراق قرضه شدند و پست از منابعش برای ترویج آن استفاده کرد. ستردی ایونینگ پست در سال ۱۹۴۳ نقاشی‌های چهارگانه آزادی را به برنامه استقراض جنگی اهدا کرد. اداره اطلاعات جنگ ایالات متحده اداره‌کننده برنامه استقراض دانسته می‌شد. این اداره با بسیج تمام ستاره‌ها و نویسنده‌های هالیوود، نمایش رادیویی «تئاتر جهان آزاد» را در مارس ۱۹۴۳ ایجاد کردند. این اداره پوسترهای چهار آزادی را تولید کردند و با کمک پیشاهنگی پسران آمریکا میان ۴۰۰٬۰۰۰ خرده‌فروشی توزیع کردند و روزانه ۲٬۰۰۰ سفارش دریافت می‌کردند.
تور اوراق قرضه نگی از ۲۶ آوریل ۱۹۴۳ در هکس آغاز شد. راکول در ابتدای تور برای خوشامدگویی به سفیران و صاحب‌نظران و امضا دادن حضور داشت. در روزهای بعد از آن او تصویر مردم حاضر در اتاق انتظار کاخ سفید را با زغال طراحی می‌کرد. وزیر مورگنتاو به‌خاطر روابط پرتنش‌اش با مجله پست در افتتاحیه حاضر نشد. نمایشگاه برای یازده روز در واشینگتن دی. سی برقرار بود و طی آن جشن‌های مختلفِ گرامیداشت با حضور روزانه افراد برجسته و هنرمندان، اجرای همسرایان و نمایشگاه‌های نظامی برگزار شد. دومین توقف تور مصادف با هفتادوپنجمین سالگرد افتتاح فروشگاه بزرگ استروبیجز اند کلوزیر در فیلادلفیا بود. باب هوپ و بینگ کرازبی و دورانت در میان مشهورترین افراد حاضر بودند. تور در ۴ ژوئن به نیویورک رسید و جشن‌هایی با حضور کیت اسمیت در راکفلر سنتر برگزار شد. تور در ۱۹ ژوئن به بوستون رسید و در فروشگاه فیلینز برگزار شد. توقف‌های بعدی تور شامل بوفالو (۱۲ ژوئیه)، روچستر، نیویورک (۲ اوت)، و پیتسبورگ (۸ سپتامبر) می‌شد. در غرب میانه و غرب کشور تور در شهرهای سنت لوئیس (۱۶ دسامبر)، نیواورلئان (۱۶ ژانویه ۱۹۴۴)، دالاس (۲۷ ژانویه)، لس آنجلس (۱۲ فوریه)، پورتلند، اورگن (۲۷ مارس) و دنور (۱ مه) برگزار شد.
خریداران اوراق قرضه، مجموعه‌ای چهاررنگ از نقاشی‌ها را دریافت می‌کردند. در مجموعه تورهایی که در ۱۶ شهر برگزار شد و طی آن افراد مشهور، مقامات رسمی و سرگرم‌کننده‌های مختلف حضور داشتند، حدود ۱٬۲ میلیون نفر در سراسر ایالات متحده آمریکا شرکت کردند و ۱۳۲ میلیون دلار اوراق قرضه خریدند. به گفته مجله نیویورکر در سال ۱۹۴۵، آزادی‌های چهارگانه «شاید بیش از هر اثر دیگری در تاریخ هنرهای تجسمی آمریکایی برانگیزاننده اقبال و شور مردم به یک اثر هنری بوده باشد.» راکول اعتبار زیادی به‌واسطه مشارکتش در موفقیت برنامه‌های مربوط به جنگ کسب کرد. بااین‌همه راکول تنها زمانی در تور اوراق قرضه شرکت کرد که برای منافع دیگرش مناسب بود. او حتی با تور نمایشگاه آثارش که بیش از یک‌سال طول کشید، به سفر نرفت.

## واژه‌ها
1. ↑  George Horace Lorimer
2. ↑  Artists for Victory
3. ↑  Homecoming Soldier
4. ↑  Hasten the Homecoming
5. ↑  low vantage point
6. ↑  close-up
7. ↑  midrange
8. ↑   wide angle
9. ↑  Dorothy Canfield Fisher
10. ↑  Wesley W. Stout
11. ↑  Ben Hibbs
12. ↑  Robert P. Patterson
13. ↑  Thomas Mabry
14. ↑  James Yates
15. ↑  Francis Brennan
16. ↑  Ben Shahn
17. ↑  Jean Carlu
18. ↑  Gerard Hordyke
19. ↑  Hugo Ballin
20. ↑  Walter Westley Russell
21. ↑  Mrs. Harrington
22. ↑  Jim Martin
23. ↑  "ours. . .to fight for"
24. ↑  "Buy War Bonds"
25. ↑  "Save"
26. ↑  Edith Nourse Rogers
27. ↑  Roderick Stephens